# Sfc (commande)
Pour les articles homonymes, voir SFC.
sfc (pour System File Checker) est une commande MS-DOS - se retrouvant aussi dans Microsoft Windows - qui analyse et vérifie l'intégrité du système protégé et remplace les versions incorrectes des fichiers protégés par des versions appropriées.